# بلينغين
بِلِّينغين (بالسويدية: Billingen) جبل أو ميسة وهي أكبر الميسات  الثلاث عشرة الموجودة في مقاطعة فستريوتلاند السويدية. يبلغ ارتفاع الجبل الأعظمي 304 م فوق سطح البحر. يقسم الجبل وادي إلى قسمين من الشرق إلى الغرب بين خوفدة وفارنهم.